# フェミニーナ
フェミニーナ（1984年11月25日 - ）は、日本のドラァグクイーン。 大阪府出身。京都精華大学芸術学部 （立体造形専攻）卒業。愛称は「フェミちゃん」「フェミ」。2008年ドラァグクイーンデビュー。英字表記は「femminina」。
大阪兎我野町の和食ダイニングバー「do with café」でのショーやクラブイベント・パーティ、テレビなどで活動。水泳およびスキーのインストラクター資格を所持していた。
2023年10月よりABCテレビ「本日はダイアンなり!シーズン2」内にて「フェミニーナのコーナー」レギュラー出演中。

## 出演

### テレビ

#### 出演中
- 本日はダイアンなり!シーズン2（ABCテレビ）-「フェミニーナのコーナー」レギュラー
- 片っ端から喫茶店（テレビ大阪） - 不定期出演
- ナジャ・グランディーバのチマタのハテナ（eo光テレビ） - リポーター（不定期出演）

#### 過去
- やすとも・友近のキメツケ!※あくまで個人の感想です（2018年10月30日、関西テレビ）
- やすとものどこいこ!?（2019年1月13日,1月20日、テレビ大阪）
- 痛快!明石家電視台「実際どうなん？ドラァグクイーン」（2019年9月16日、MBS毎日放送）
- 痛快！明石家電視台「実際どうなん？ナジャ率いるドラァグクイーン」（2020年11月30日、MBS毎日放送）
- やすとものいたって真剣です（2022年5月26日、ABCテレビ）
- 痛快！明石家電視台「さんちゃん芸人牧場 イチバンは誰だ ドラァグクイーン大集合SP！」（2023年2月11日、MBS毎日放送）
- アインシュタインの愛シタイン（2023年2月11日、MBS毎日放送）
- 痛快！明石家電視台「イチバンは誰だ?!ドラァグクイーンSP」（2023年12月23日、MBS毎日放送）
- ゲストダイアン「真夏のドラァグクイーン運動会2024」（2024年7月27日、ABCテレビ）
- Netflix Freaks [3]（2024年8月23日、eo光テレビ）
- 関西ドラァグクイーンが行く！ 大阪・キタ 美食とアートのトリオさんぽ（2024年10月12日、テレビ大阪）
- 痛快！明石家電視台「イチバンは誰だ?!ドラァグクイーンSP」（2024年12月7日、MBS毎日放送）
- 関西ドラァグクイーンが行く！京都・岡崎 美食とアートのビューティさんぽ[4]（2025年7月19日、テレビ大阪）
- 浦川&ナジャのウラのウラまで失礼します～ナジャ軍団お悩み丸出しSP～（2025年9月21日、ABCテレビ）

### ラジオ
- UP↑↑（ABCラジオ、2024年3月20日） - メインパーソナリティ サマンサ・アナンサの代演
- ミッツ・マングローブのOSAKA・ん！メガミックス[5]（2024年8月15日、MBSラジオ） - ゲスト
- Clip（ラジオ関西[6] 、2024年8月23日） - 見学時に飛び入り参加
- Clip（ラジオ関西[7] 、2024年9月6日） - メインパーソナリティ サマンサ・アナンサの代演

### 舞台
- リプシンカ～ヒールをはいた!?オトコたち～[8]（2022年6月、大阪5公演） - リプシンカで働く巨大クイーン 役
- 僕らの純ちゃん！[9]（2022年7月、東京・大阪全13公演） - カミラ 役

### ショー・イベント
- 「GATHERING」[10]（2023年9月17日、Club Piccadilly Umeda Osaka） - 主催
- 「GATHERING presents KIMAGURE」（2024年12月1日、do with café） - 主催 ※YouTube５周年企画
- 「BIG HOUSE PARTY」[11]（2025年5月31日、京都芸術センター）-　大阪・関西万博オランダ公式文化プログラム「WE ARE THE HOUSE」オープニングパーティ
- 「GATHERING」（2025年10月12日、PICCADILLY PREMIUM） - 主催

### アートパフォーマンス
- 「Polychromatic Skin -身につける、脱ぎ棄てる-」[12]（2022年9月30日・10月1日、北加賀屋kagoo) - ジェレファント 役

### コンサート
- 星屑スキャット TOUR 2019 「あゝ喉仏」 大阪公演[13]（2019年4月14日、なんばHatch）
- HOSHIKUZU SCAT TOUR 2025 “KMM”大阪公演（2025年5月7日、オリックス劇場）

※いずれもバックダンサーとして参加（クレジット無し）　

### ポッドキャスト
- 「マーガレットといっしょ」（2022年8月31日）
- 「たまたまゲストがいつもゲイ。」（2025年1月31日,2月7日,2月13日）